# Le Vagabond des dunes
Le Vagabond des dunes est le 8e album de la série de bande dessinée Jérôme K. Jérôme Bloche d’Alain Dodier. L'ouvrage est publié en 1992.